# Autostrada A36 (Franța)
Autostrada A36, supranumită La Comtoise, este o autostradă care leagă Beaune de Ottmarsheim (la frontiera dintre Franța și Germania). Aceasta deservește în principal orașele Dole, Besançon, Montbéliard, Belfort și Mulhouse și asigură accesul către Germania, spre Freiburg im Breisgau, și către Elveția, spre Basel.

## Caracteristici
Semnalizare de referință:
- Sens vest-est: Besançon — Mulhouse — Strasbourg, apoi Fribourg;
- Sens est-vest: dinspre Germania, Mulhouse, apoi Lyon — Paris, apoi Dijon.

Autostrada include trei sectoare gratuite:
- Sector de serviciu public între Germania și Mulhouse-Ouest;
- Sector fără taxă între Mulhouse-Ouest și Burnhaupt;
- Sector fără taxă între Belfort-Nord și Voujeaucourt.

Pentru sectorul fără taxă, nu există percepere directă, însă tariful de taxare este redistribuit pe tronsonul cu taxă care urmează (sau îl precede). Astfel, utilizatorul care circulă doar pe sectorul cu taxă al concesiunii este, în consecință, dezavantajat.
Tranzitul urban prin Mulhouse este delicat (fiind complet configurat cu 2 × 3 benzi), iar traficul este dens între Belfort și Montbéliard (de asemenea configurat complet cu 2 × 3 benzi).
Autostrada A36 se intersectează cu autostrada A35 la Sausheim (axul nord-sud alsacian, care leagă Lauterbourg de Saint-Louis, o autostradă neconcesionată) și se conectează cu HaFraBa în Germania (axul Hamburg-Frankfurt-Basel), prin intermediul podului peste Marele Canal al Alsaciei și al podului peste Rin de la Ottmarsheim, ambele realizate de Jean-Paul Teyssandier în 1979.
În Franche-Comté, la Dole, există o conexiune cu autostrada A39, care leagă Dijon de Bourg-en-Bresse.

## Gestionare
Autostrada A36 este concesionată companiei APRR între Beaune și Mulhouse.
Între 2006 și 2021, sectorul dintre Mulhouse și frontiera germană era gestionat de DIR Est. Începând cu 2021, administrarea acestui sector este asigurată de Colectivitatea Europeană a Alsaciei.

## Traseu
| De la A31 până la ieșirea 6.1: secțiune cu taxă, concesionată companiei APRR.                                              | |                 |
| Intersecție | Nod rutier între A31 și A36 (nod rutier parțial).                                                                                                 | A31 E17 E21 E60 |
| A36 E60 | |                 |
| | Zone de odihnă: Argilly (sens Beaune > Mulhouse), Villy-le-Moûtier (sens Mulhouse > Beaune).                                                      |                 |
| | Zone de servicii: Glanon (sens Mulhouse > Beaune) ; Le Bois Guillerot (sens Beaune > Mulhouse).                                                   |                 |
| | Pod peste Saône. |                 |
| 1 - Seurre | Orașe deservite: Nuits-Saint-Georges, Saint-Jean-de-Losne, Seurre.                                                                                | RD976           |
| | Zone de odihnă: Saint-Jean-de-Losne (sens Mulhouse > Beaune) ; Les Noues (sens Beaune > Mulhouse).                                                |                 |
| | Pod peste Canal du Rhône au Rhin. |                 |
| Intersecție | Nod rutier între A39 și A36: Geneva, Grenoble, Lyon, Lons-le-Saunier, Dole-centru, Dole-Choisey; A5 Paris, Metz, Nancy, Dijon.                    | A39 A5          |
| | Trecerea din departamentul Côte-d'Or în departamentul Jura.                                                                                       |                 |
| | Zone de odihnă: Le Bois des Potets (sens Mulhouse > Beaune) ; Sampans (sens Beaune > Mulhouse).                                                   |                 |
| 2 - Dole | Orașe deservite: Dole-centru, Gray, Dole-Authume.                                                                                                 | RD475           |
| | Zone de servicii: Dole - Romange (sens Mulhouse > Beaune) ; Dole - Audelange (sens Beaune > Mulhouse).                                            |                 |
| 2.1 - Gendrey | Orașe deservite: Arc-et-Senans, Dampierre, Gendrey.                                                                                               | RD36            |
| | Zonă de odihnă: Hyombre (sens Mulhouse > Beaune).                                                                                                 |                 |
| | Trecerea din departamentul Jura în departamentul Doubs.                                                                                           |                 |
| | Zonă de odihnă: Le Bois de Servole (sens Beaune > Mulhouse).                                                                                      |                 |
| 3 - Besançon-Ouest | Orașe deservite: Lausanne, Pontarlier, Besançon-centru, Gray, Besançon-Planoise.                                                                  | RD67            |
| | Zone de odihnă: Pelousey (sens Mulhouse > Beaune) ; Le Bois de Frachère (sens Beaune > Mulhouse).                                                 |                 |
| 4 - Besançon-Nord | Orașe deservite: Lausanne, Vesoul, Poligny Besançon-centru, Besançon-Saint-Claude-Torcols.                                                        | RN57 E23        |
| | Zone de servicii: Besançon - Champoux (sens Mulhouse > Beaune) ; Besançon - Marchaux (sens Beaune > Mulhouse).                                    |                 |
| 4.1 - Besançon-Est | Orașe deservite: Besançon-Palente-Orchamps-Saragosse, Roulans, Marchaux.                                                                          | RD486           |
| | Zone de odihnă: Les Grands Brocards (sens Mulhouse > Beaune) ; Chevaney (sens Beaune > Mulhouse).                                                 |                 |
| 5 - Baume-les-Dames | Orașe deservite: Lure, Valdahon, Baume-les-Dames.                                                                                                 | RD50            |
| | Zone de odihnă: Le Boulet (sens Mulhouse > Beaune) ; La Combe de Fougères (sens Beaune > Mulhouse).                                               |                 |
| | Viaductul Doubs. |                 |
| | Zone de odihnă: Le Galiot (sens Mulhouse > Beaune) ; Le Charme (sens Beaune > Mulhouse).                                                          |                 |
| 6 - L'Isle-sur-le-Doubs | Orașe deservite: Clerval, L'Isle-sur-le-Doubs. | RD31            |
| | Punctul de taxare Saint Maurice. |                 |
| | Zonă de servicii: Écot (în ambele sensuri). |                 |
| De la ieșirea 6.1 până la ieșirea 14: secțiune gratuită, concesionată companiei APRR.                                      | |                 |
| 6.1 - Voujeaucourt | Orașe deservite: Pontarlier, Pont-de-Roide-Vermondans, Bavans, Voujeaucourt.                                                                      | RD53            |
| 7 - Montbéliard-Sud | Orașe deservite: Besançon, Bavans, Valentigney, Voujeaucourt (nod rutier parțial).                                                                | RD472           |
| | Pod peste Doubs. |                 |
| | Viaductul Arbouans (peste calea ferată Montbéliard - Audincourt și drumul D34).                                                                   |                 |
| 8 - Montbéliard-Centre | Oraș deservit: Montbéliard. | RD663           |
| | Pod peste Canal du Rhône au Rhin. |                 |
| 9 - Sochaux-Exincourt | Orașe deservite: Audincourt, Étupes, Exincourt, Sochaux.                                                                                          | RD437           |
| 10 - Grand-Charmont | Oraș deservit: Grand-Charmont. | RD633           |
| | Zonă de odihnă: Dambenois (sens Mulhouse > Beaune).                                                                                               |                 |
| | Trecerea din departamentul Doubs în departamentul Territoire de Belfort.                                                                          |                 |
| 11 | Nod rutier între RN19 și A36: Épinal, Vesoul, Héricourt; Delémont, Delle.                                                                         | RN19 E27 E54    |
| | Pod peste Canal de la Haute Saône à Montbéliard.                                                                                                  |                 |
| | Limitare la 110 km/h (sens Beaune > Mulhouse). |                 |
| 12 - Belfort-Sud | Orașe deservite: Belfort-centru, Bavilliers, Danjoutin, Belfort-Les Résidences, Belfort-La Pépinière, Belfort-alte cartiere.                      | RD19            |
| 12a/12b - Belfort-Centre                                                                                                   | Orașe deservite: Bavilliers, Danjoutin, Belfort-centru, Belfort-Les Résidences, Belfort-La Pépinière, Belfort-alte cartiere.                      | RD47 RD47a      |
| | Limitare la 110 km/h (sens Mulhouse > Beaune). |                 |
| 13 - Belfort-Glacis | Oraș deservit: Belfort-Glacis du Château. | RD583           |
| 14 - Belfort-Centre | Orașe deservite: Colmar, Mulhouse, Belfort-centru.                                                                                                | RD1083          |
| De la ieșirea 14 până la ieșirea 15: secțiune cu taxă, concesionată companiei APRR.                                        | |                 |
| | Zonă de odihnă: Les Grands Prés (sens Mulhouse > Beaune).                                                                                         |                 |
| | Zonă de odihnă: La Forêt (sens Beaune > Mulhouse).                                                                                                |                 |
| 14.1 - Fontaine | Orașe deservite: Fontaine (nod rutier parțial).                                                                                                   | RD60            |
| | Punctul de taxare Fontaine. |                 |
| 14.1 - Fontaine | Orașe deservite: Fontaine (nod rutier parțial).                                                                                                   | RD60a           |
| | Zone de odihnă: Angeot (sens Mulhouse > Beaune) ; Le Haut Bois (sens Beaune > Mulhouse).                                                          |                 |
| | Trecerea din departamentul Territoire de Belfort în departamentul Haut-Rhin. Trecerea din regiunea Bourgogne-Franche-Comté în regiunea Grand Est. |                 |
| | Zonă de servicii: La Porte d'Alsace (în ambele sensuri).                                                                                          |                 |
| 15 - Burnhaupt | Orașe deservite: Belfort, Colmar, Guebwiller, Thann, Cernay, Masevaux, Altkirch.                                                                  | RD83            |
| De la ieșirea 15 până la ieșirea 16: secțiune gratuită, concesionată companiei APRR.                                       | |                 |
| 16a - Mulhouse-Les Coteaux                                                                                                 | Orașe deservite: Brunstatt, Mulhouse-Les Coteaux.                                                                                                 | RD1066          |
| 16b - Mulhouse-Lutterbach                                                                                                  | Orașe deservite: Épinal, Thann, Cernay, Wittelsheim, Lutterbach.                                                                                  | RD1066 E512     |
| De la ieșirea 16 până la A5 germană: secțiune gratuită, neconcesionată, gestionată de Colectivitatea Europeană a Alsaciei. | |                 |
| 17 - Mulhouse-Dornach | Orașe deservite: Lutterbach, Pfastatt, Mulhouse-Dornach.                                                                                          | RD20            |
| | Limitare la 110 km/h (sens Beaune > Mulhouse). |                 |
| 18a - Mulhouse-Centre | Orașe deservite: Mulhouse-centru, Riedisheim, Mulhouse-Parc des Expositions.                                                                      | RD430           |
| 18b - Mulhouse-Bourtzwiller                                                                                                | Orașe deservite: Guebwiller, Wittenheim, Kingersheim, Illzach, Illzach-centru, Mulhouse-Bourtzwiller.                                             | RD430           |
| 19 - Mulhouse-Centre | Orașe deservite: Mulhouse-centru, Riedisheim, Mulhouse-Parc des Expositions (nod rutier parțial).                                                 |                 |
| 20 - Île Napoléon | Orașe deservite: Sausheim, Illzach-Modenheim, Mulhouse-Île Napoléon.                                                                              | RD238           |
| Intersecție | Nod rutier între A35 și A36: Strasbourg, Colmar; Basel, Aeroportul Basel-Mulhouse-Freiburg.                                                       | A35 E25 E60     |
| A35 E54 | |                 |
| 21 - Usine Peugeot-Citroën                                                                                                 | Zonă deservită: Sausheim-Usine Stellantis de Mulhouse (Peugeot-Citroën).                                                                          | RD55            |
| 21 - Usine Peugeot-Citroën                                                                                                 | Oraș deservit: Ottmarsheim. | RD52            |
| | Pod peste Grand canal d'Alsace. |                 |
| | Pod peste Rhin. |                 |
| | Granița dintre Germania și Franța. |                 |
| A36 E54 | |                 |
| Intersecție | Nod rutier între A5 și A36: Karlsruhe, Freiburg im Breisgau; Basel, Lörrach.                                                                      | A5 E35          |
| A5 E54 | |                 |